# Erfgoedhuis Zuid-Holland

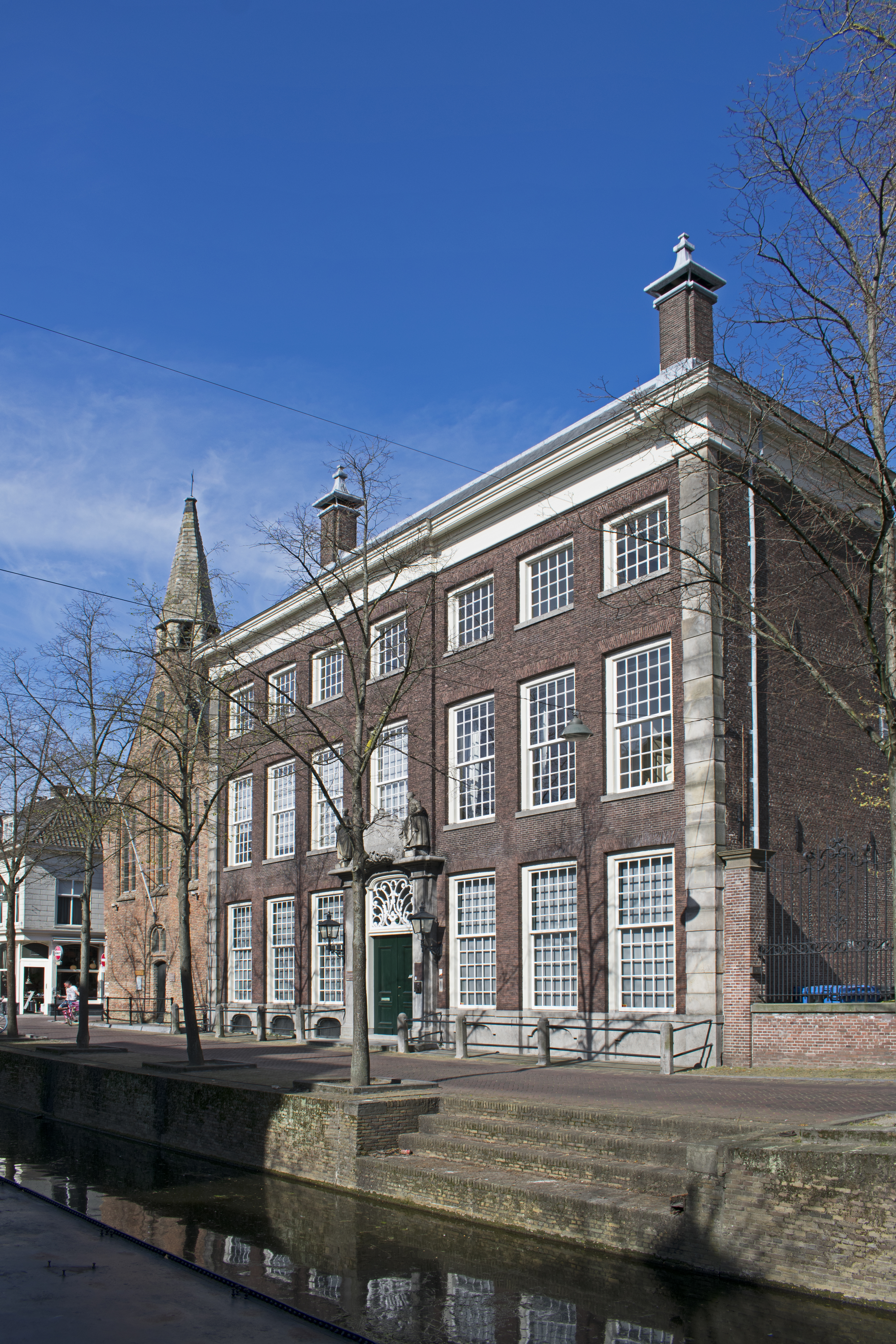
Kantoor Erfgoedhuis Zuid-Holland

De stichting Erfgoedhuis Zuid-Holland is het provinciale ondersteunings-, netwerk- en kenniscentrum voor materieel en immaterieel erfgoed in Zuid-Holland. De stichting werd in 1999 opgericht en is gehuisvest in het Meisjeshuis aan de Oude Delft in Delft.

## Doelen, taken en activiteiten
De stichting versterkt erfgoed door het bieden van ondersteuning, door het creëren van draagvlak voor beheer en behoud en door het vertellen van het 'verhaal van Zuid-Holland' aan alle inwoners en bezoekers van de provincie. De missie van het Erfgoedhuis is om samen (met o.a. erfgoedinstellingen, gemeenten, vrijwilligers, scholen en burgers) erfgoed te behouden, te benutten en te beleven.
Het Erfgoedhuis adviseert en ondersteunt beleidsmedewerkers, erfgoedprofessionals, -vrijwilligers, docenten, monumentenbeheerders en -eigenaren en leden van archeologische en historische verenigingen. Het werkveld van de stichting bestaat uit: monumentale gebouwen, (collecties van) musea en archieven, molens, historische interieurs, erfgoededucatie, archeologie, culturele tradities en gewoonten, streektaal en oral history, verdedigingswerken, religieus erfgoed, industrieel erfgoed, agrarisch erfgoed, kastelen, landgoederen en buitenplaatsen.
De stichting organiseert regelmatig cursussen, workshops en andere bijeenkomsten bedoeld voor deskundigheidsbevordering. Het Erfgoedhuis fungeert ook als uitvoerende organisatie voor de provincie Zuid-Holland. Samen met de Provincie en vele andere partners voert Erfgoedhuis het cultuurhistorische programma Erfgoedlijnen uit. Dit zijn zeven geografische clusters die cultuurhistorisch rijk, interessant en beleefbaar zijn:
- Neder-Germaanse Limes in Zuid-Holland
- Oude Hollandse Waterlinie
- Atlantikwall
- Landgoederenzone
- Trekvaarten
- Historisch Haringvliet en Goeree-Overflakkee
- Maritieme Industrie

De thema's worden belicht op de website van Geschiedenis van Zuid-Holland.

## Provinciaal Steunpunt Cultureel Erfgoed
Binnen het Erfgoedhuis is het provinciaal steunpunt cultureel erfgoed ondergebracht. Het steunpunt biedt gemeenten in Zuid-Holland ondersteuning bij het ontwikkelen, implementeren en uitvoeren van hun wettelijke taken ten aanzien van het cultureel erfgoed: monumenten, cultuurlandschap en archeologie.

## Monumentenwacht Zuid-Holland
Monumentenwacht Zuid-Holland is onderdeel van Erfgoedhuis Zuid-Holland en helpt monumenteigenaren en -beheerders met bouwkundige inspecties, aankoopkeuringen, (meerjaren)onderhoudsplannen, begeleiding van restauraties en advies op het gebied van vergunningen, subsidies en verduurzaming. Monumentenwacht Zuid-Holland is verenigd in de landelijke MonumentenwachtNL.

## Geschiedenis van Zuid-Holland
Erfgoedhuis Zuid-Holland beheert de website van Geschiedenis van Zuid-Holland, een website voor bewoners en bezoekers van Zuid-Holland, maar ook iedereen die geïnteresseerd is in de geschiedenis van Zuid-Holland. De website biedt een verzameling van historische verhalen, archeologische vondsten, erfgoedlocaties en activiteiten. Het doel van deze website is inwoners en bezoekers kennis te laten maken met de verhalen en tradities van Zuid-Holland en om ze dichter in contact te brengen met het erfgoed in hun eigen omgeving.

## Samenwerkingspartners
De belangrijkste samenwerkingspartner van het Erfgoedhuis is de provincie Zuid-Holland. Daarnaast werkt de stichting samen met het Organisatie Provinciale Erfgoedinstellingen Nederland (OPEN), het Landelijk Contact van Museumconsulenten (LCM), MonumentenwachtNL, Romeinse Limes Nederland, Kunstgebouw, Probiblio, Kring van Zuid-Hollandse Archivarissen (KZHA), het Netwerk Digitaal Erfgoed (NDE), landelijk platform Erfgoedvrijwilliger, de Rijksdienst voor het Cultureel Erfgoed en de Reinwardt Academie.
Elke provincie beschikt over zijn eigen erfgoedhuis of vergelijkbare provinciale erfgoedinstelling. Deze richten zich op de ondersteuning van beheerders en gebruikers van erfgoed. De provinciale erfgoedhuizen zijn verenigd in de stichting Organisatie Provinciale Erfgoedinstellingen Nederland (OPEN).
Erfgoedhuis Zuid-Holland werkt samen met de andere provinciale erfgoedhuizen van OPEN aan het landelijk platform Erfgoedvrijwilliger (Erfgoedvrijwilliger.nl). Erfgoedvrijwilliger is een online vacaturebank, met een trainings- en verdiepingsplatform voor erfgoedorganisaties en (potentiële) -vrijwilligers. Daarnaast zijn er erfgoedcoaches beschikbaar voor aanvullend advies.